# 근대미술관 (글래스고)
근대미술관(영어: Gallery of Modern Art, GoMA)은 스코틀랜드 글래스고에 위치한 현대 미술관이다. 1996년에 개관하였다.
글래스고 근대미술관은 국내외 예술가들의 전시 뿐만 아니라 격년마다 전시 프로젝트를 주최하여 현시대 사회문제를 다룬다. 또한 특별전과 워크숍 프로그램도 진행하고 있다.

## 역사
오늘날 근대미술관이 들어선 건물은 글래스고 도심의 로열 익스체인지 스퀘어에 위치한 신고전주의 양식의 건물이다. 1778년 삼각 노예무역으로 재산을 모아 거부로 등극한 윌리엄 커닝햄의 타운하우스로 처음 건설되었으며, 1817년 스코틀랜드 왕립은행이 매입해 본부로 사용하다가 뷰캐넌 스트리트로 이전한 이후로는 글래스고 왕립거래소 (Royal Exchange)로 사용되었다.
개소에 앞서 1827년~1832년 데이비드 해밀턴의 주도로 내부 개조가 이뤄졌으며, 여러 면에서 살짝 증축되기도 하였는데, 퀸 스트리트 방면의 코린토식 기둥, 상부의 큐폴라, 옛 건물 뒤쪽 대형홀 등이 이때 만들어졌다.
이후 한세기 동안 왕립거래소로 쓰이던 이 건물은 1949년 글래스고 구립도서관 (Glasgow District Libraries)에서 10만 5,000파운드에 매입, 1954년부터 스털링 도서관 (Stirling's Library)를 이곳으로 이전하였다. 이와 함께 특허 도서관 (Library of Patents)과 상업 도서관 (Commercial Library)도 상주하게 되었다.
내부에는 형광등이 달린 특수 책장이 기둥 사이에 정렬되어 도서를 비추었다. 당시 그림책 100권, 음악서적과 악보집 300권, 부모용 도서 800권이 소장되어 있었다. 이들 장서의 전시를 위해 7피트 높이의 전시장치가 설치되어 있었다. 이밖에도 잡지실이 마련되어 50명의 독자를 수용할 수 있었다.
1996년 도서관을 밀러 스트리트로 이전하였고, 글래스고의 현대미술 컬렉션을 보존 전시하자는 움직임에 따라 지금의 근대미술관이 개관하여 글래스고 시의회에서 운영을 맡고 있다.

## 현황

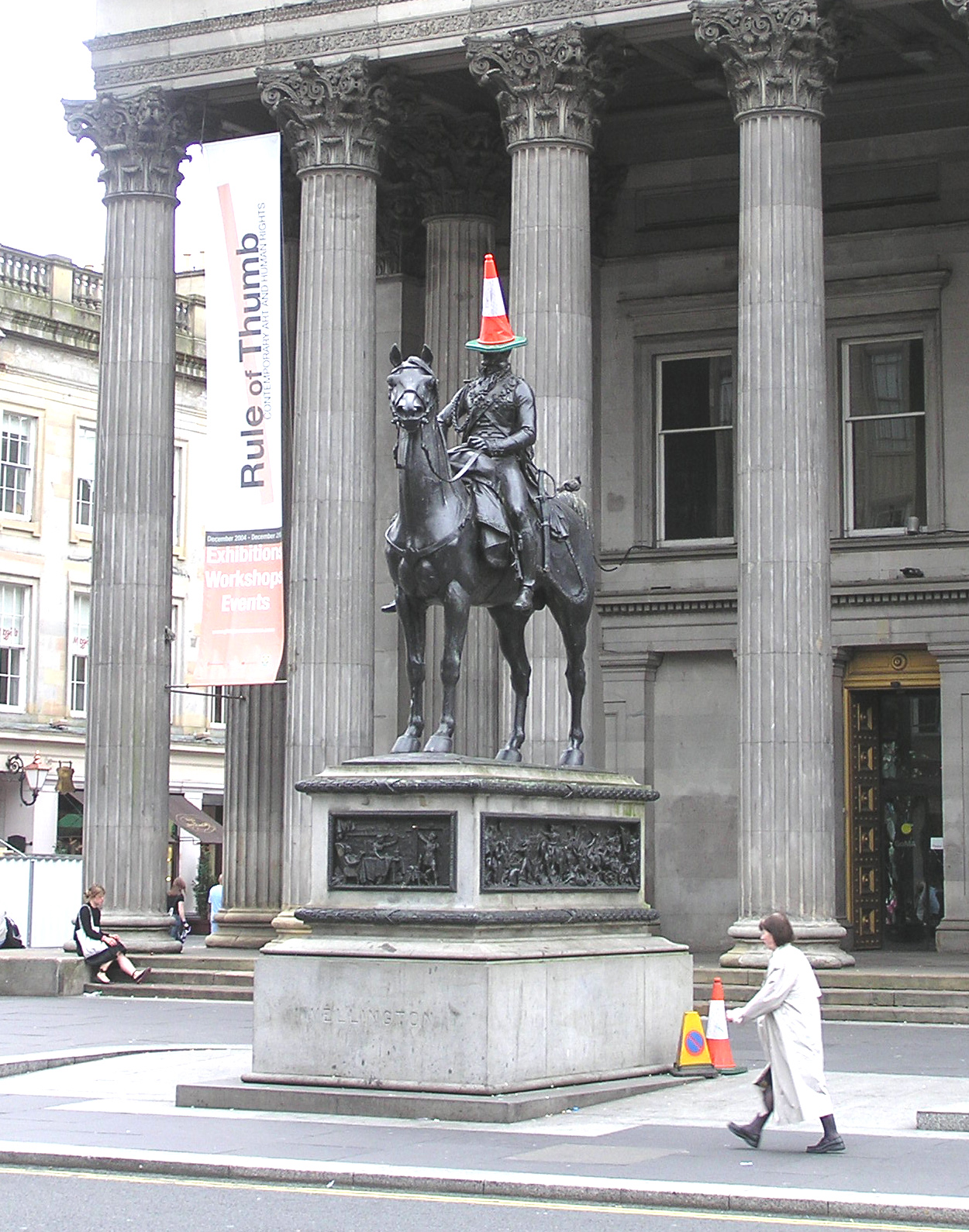
미술관 앞 교통정리용 고깔이 씌워진 웰링턴 공작의 동상

1996년 개관 이래 글래스고 근대미술관을 찾은 사람은 수백만 명에 달한다. 데이비드 호크니, 세바스티앙 살가두, 앤디 워홀 등의 현대미술 작가 뿐만 아니라 존 벨러니, 켄 커리 등 스코틀랜드 작가의 작품들을 전시하고 있다. 내부에는 카페, 와이파이, 멀티미디어 열람시설, 도서대출 등의 편의시설을 갖추고 있으며, 교육행사 전용 스튜디오를 마련해 워크숍과 작가와의 만남을 진행하고 있으며, 지하에는 학습용 도서관이 마련되어 있다.
근대미술관 앞에 세워진 퀸 스트리트(Queen Street)에는 웰링턴 공작의 기마상이 세워져 있다. 1844년 이탈리아의 카를로 마로케티가 조각한 작품인데, 잉글랜드 위인의 동상을 세웠다는 점에서 반감이 있는 스코틀랜드 시민들이 동상 머리에 교통정리용 고깔을 장난 삼아 씌워 놓고 있다. 관계당국은 이 고깔을 정기적으로 치우고 있으나 그때마다 매번 다시 씌워져 있다.
웰링턴 공작 기마상의 고깔은 글래스고 관광 가이드북에서도 이 도시 사람들이 권위에 거리낌이 없음을 보여준다고 소개할 정도로 하나의 명물로 자리잡았으며, 심지어 특별 행사가 있을 때에는 그와 관련된 모자로 바꾸기도 한다. 2002년 글래스고에서 UEFA 챔피언스 리그 결승전이 열릴 당시에는 대회 스폰서였던 암스텔 로고가 새겨진 축구 무늬 모자로 바뀐 적이 있으며, 2012년 런던 올림픽과 2014년 영연방 대회 당시에는 영국팀의 금메달 획득을 축하하는 의미에서 금색 고깔이 씌워지기도 했다. 2014년 스코틀랜드 독립 국민투표 당시에는 스코틀랜드를 상징하는 성십자가가 붙었으며, 2020년 1월 31일 '브렉시트의 날'에는 친EU 시위대가 유럽기 색깔의 고깔을 씌웠다.

## 같이 보기
- 글래스고의 문화
- 글래스고 미술